# Nannastacidae
Famille
Les Nannastacidae sont une famille de crustacés de l'ordre des Cumacea. Ils ne possèdent pas de telson libre.

## Liste des genres
Selon ITIS :
- Almyracuma N. S. Jones et Burbanck, 1959
- Campylaspenis Bacescu et Muradian, 1974
- Campylaspis Sars, 1865
- Cumella Sars, 1865
- Cumellopsis
- Nannastacus
- Normjonesia Petrescu et Heard, 2001
- Platycuma Calman, 1905
- Procampylaspis Bonnier, 1896
- Schizocuma Bacescu, 1972
- Styloptocuma Bacescu et Muradian, 1974